# Somerset
Somerset (kiejtése: /ˈsʌmərsɛt/ vagy /ˈsʌmərsɨt/,  hallgat) Anglia egyik nem-nagyvárosi és ceremoniális megyéje a South West England régióban. A megye északon Gloucestershire és Bristol, keleten Wiltshire, délkeleten Dorset, délnyugaton pedig Devon megyékkel határos. Északnyugaton a Severn folyó torkolata és a Bristoli-csatorna határolja. Közigazgatási központja Taunton.
Somerset vidéki jellegű, kevéssé urbanizált tájait alacsony dombságok (Blackdown dombság (Blackdown Hills), Mendip dombság (Mendip Hills), Quantock dombság (Quantock Hills), Exmoor) és síkságok (mint a Somerset Levels) határozzák meg. Az adminisztratív és ceremoniális megye közötti különbség, hogy utóbbihoz hozzátartoznak a közigazgatásilag önálló Bath and North East Somerset és North Somerset egységes hatóságok is. A nem-nagyvárosi megye lakossága 555 200, míg a ceremoniális megyéé 956 700 fő (2017-es becslés).
Somersetet az újkőkorban megalitikus kőköröket emelő nép lakta. A rómaiak i. sz. 47-ben foglalták el, a hadműveletet a későbbi császár, Vespasianus vezette. A régió nyugati fekvése okán sokáig ellent tudott állni a hódító angolszászoknak, csak a 8. század elején hódította meg a Wessexi Királyság. 1685-ben Somerset földjén vívták az utolsó szabályos ütközetet Angliában: a sedgemoori csatában leverték Monmouth hercegének lázadását.
A megyében élt hosszabb ideig két neves író, William Wordsworth és Samuel Coleridge. Az ország kulturális életének egy fontos rendezvénye a Glastonbury Fesztivál, amelyet évente 200 ezren látogatnak. Állítólag Glastonburyben találták meg Artúr király sírját és a hagyomány szerint itt található a világ legrégebbi, nem katakombákba rejtett keresztény temploma.

## Nevének eredete
Somerset neve az óangol Sumorsǣte (a Sumortūnsǣte rövidebb alakja) kifejezésből származik, aminek jelentése „Sumortūn (a mai Somerton) környékén élő nép”. Az elnevezést először a 7. századi Ine wessexi király törvénykönyvében említik, így Somerset (Hampshire-rel, Wiltshire-rel és Dorsettel együtt) a világ egyik legrégebb óta használt közigazgatási elnevezése.
Egy másik értelmezés szerint a megye neve a Seo-mere-saetan kifejezésből ered, ami „tó-tenger mellett lakókat” jelent. A régió lakóit először az Angolszász krónika 845. évre vonatkozó bejegyzésében nevezik „Sumursætum”-nak, bár a kódex 1015. évi bejegyzésében a megyét is ugyanígy hívják. A 878. évi bejegyzésben elsőként említik Somersetshire-t, a megye régi nevét. Ez a forma a 19. század végére kopott ki a használatból, akárcsak a többi olyan megye esetében, ahol a -shire végződés nem volt szükséges ahhoz, hogy a megye és a székhelye (vagy egyik városa) között különbséget tegyenek.
A megye 1911-ben bevezetett mottója Sumorsǣte ealle, ami az Angolszász krónikából származó óangol kifejezés, jelentése „Somerset minden népe”.
Somerset walesi nyelven Gwlad yr Haf, cornwalli nyelven Gwlas an Hav, breton nyelven pedig Bro an Hañv; valamennyi jelentése: a nyár országa.

## Története

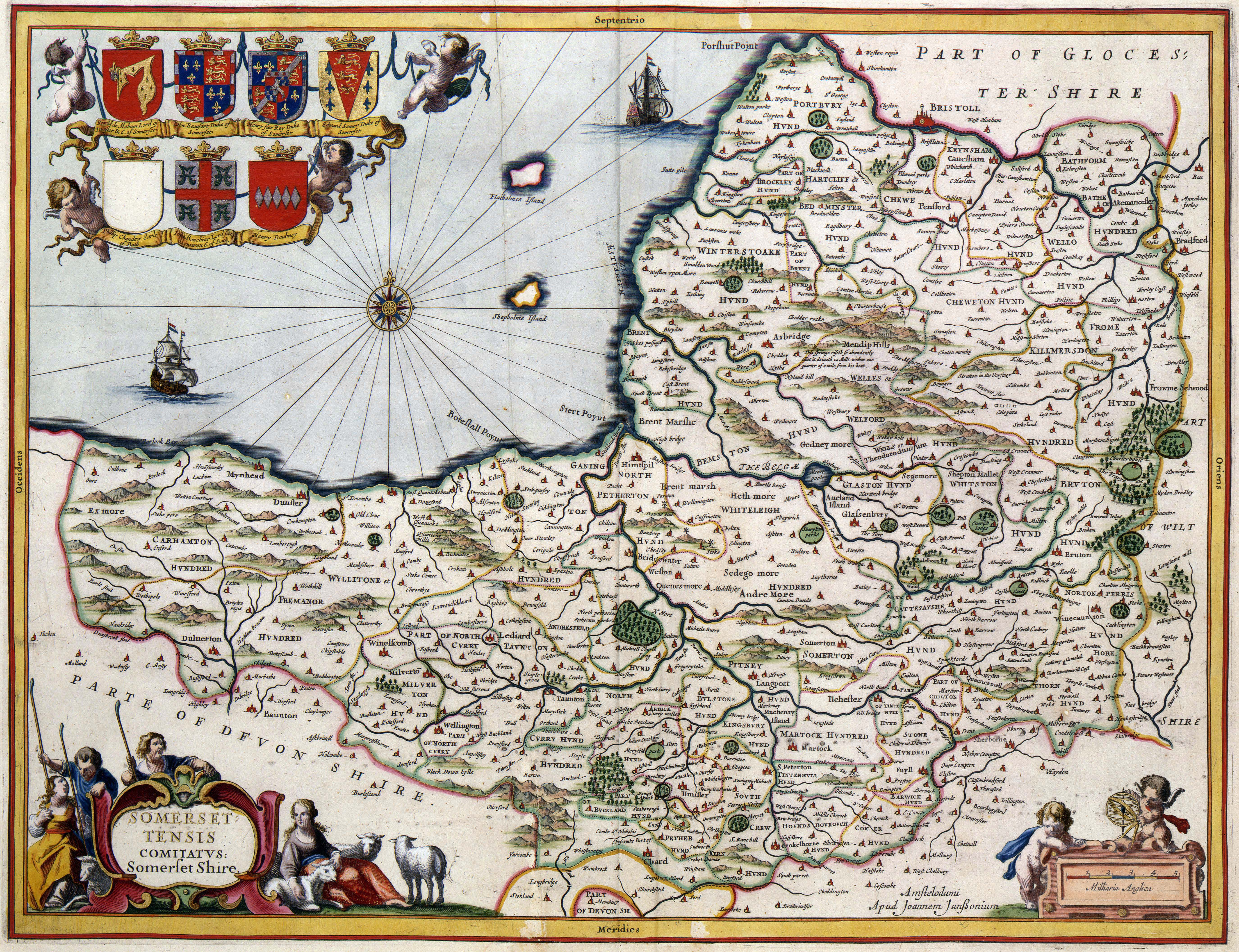
Somerset 1646-os térképe

A Mendip dombság barlangjaiban már az őskőkorban is éltek emberek. A Cheddar-szurdok Gough-barlangjában 14 ezer éves csontokat és egy 9 ezer éves teljes csontvázat (az ún. cheddari embert) is találtak. Aveline's Hole barlangjában falra festett jelekre is bukkantak. A vidék sok barlangját egészen a modern időkig lakták.
A Somerset Levels síkságán is éltek mezolitikumi vadász-gyűjtögetők, táboraikat főleg az olyan árvíztől védett magaslatokon találták meg, mint Glastonbury és Brent Knoll. Az i. e. 388 körül készített töltésút, a Sweet Track az itteni lápokban  közlekedést segítette.
A Stanton Drew falu mellett talált megalitikus kőkörök pontos kora nem ismert, de a régészek újkőkoriaknak vélik őket. A vaskorból számos dombtetőre épült földvár maradt ránk, amelyek közül többe (Cadbury Castle, Ham Hill) a kora középkorban újból beköltöztek.
I. sz. 47-ben a Vespasianus vezette római Legio II Augusta délkelet felől megszállta a mai Somerset területét, amely a birodalom részévé vált, egészen amíg a rómaiak 409 körül ki nem vonultak Britanniából.
Uralmukról árulkodik a Chew Stoke mellett talált szentély, a Low Ham-i villa és Bath római kori fürdői, amelyekről a város a nevét is kapta.

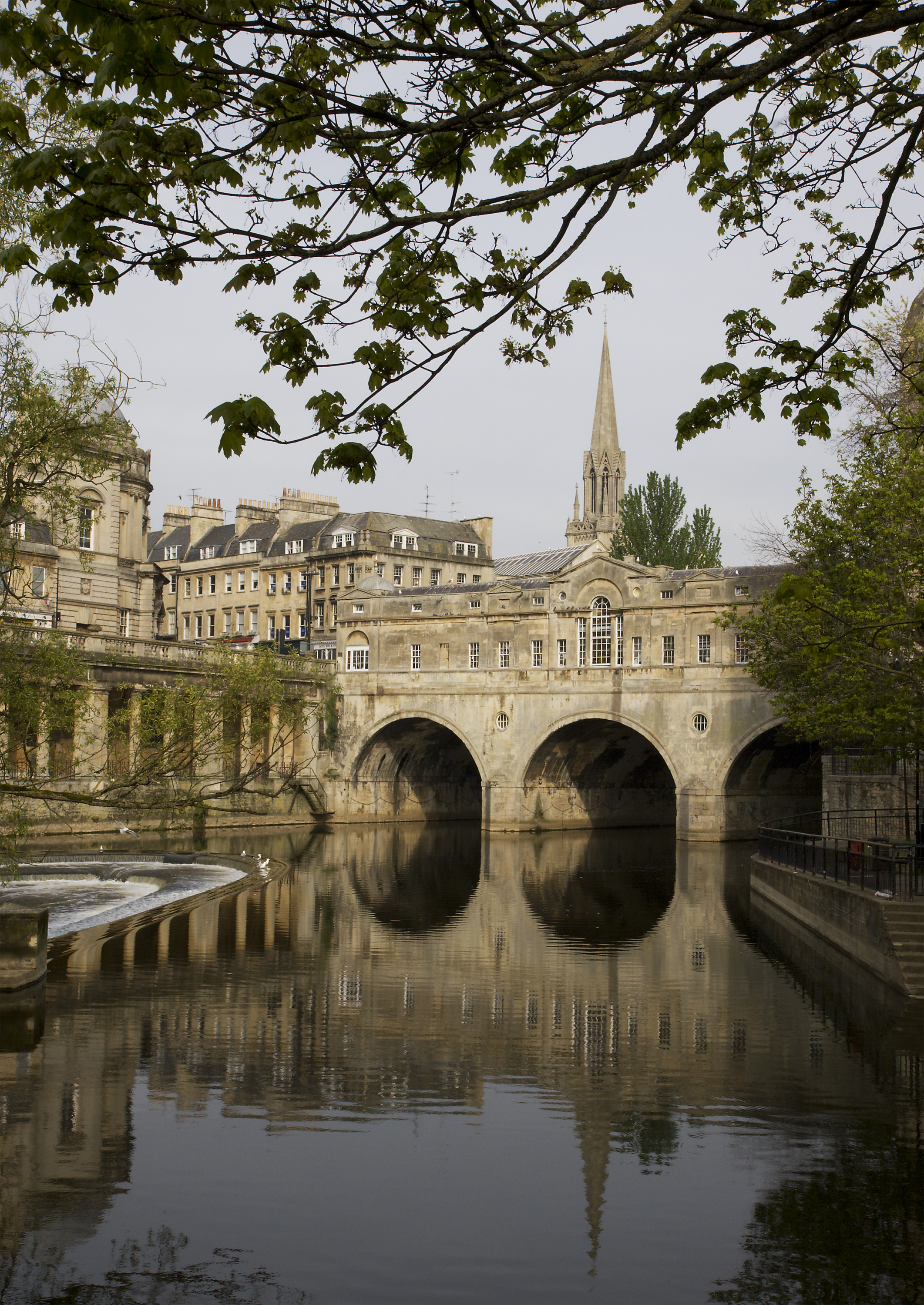
A palladiánus Pulteney Bridge Bath-ban

A rómaiak távozásával angolszászok telepedtek be Britanniába. I. sz. 600 körülre elfoglalták a mai Anglia legnagyobb részét, de Somerset sokáig helybeli briton kézen maradt. Csak a 8. század elején tudta a wessexi Ine király országához csatolni a régiót. A 10. században a cheddari királyi palota több alkalommal is a nemesi gyűlés, a witenagemot színhelyéül szolgált. A normann hódítás után a megyében 700 hűbérbirtokot alakítottak ki, nagy területek pedig közvetlenül a korona tulajdonába kerültek. Az új tulajdonosok erődöket emeltek hatalmuk biztosítására, mint például Dunster várát. Somersetben volt Anglia legrégebb óta üzemelő börtöne, de az 1610-ben alapított Shepton Mallet-i börtönt 2013-ban bezárták. Az angol polgárháborúban Somerset javarészt a Parlament oldalán állt. A háború során Tauntont háromszor is megostromolták, a langporti csatában pedig a parlamenti erők megfutamították a royalistákat. 1685-ben Monmouth hercegének a szomszédos Dorsetben indult felkelése a megyére is átterjedt. Az északnak, Bath és Bristol felé haladó lázadókat az 1685-ös sedgemoori csatában verték szét; ez volt az utolsó szabályszerű ütközet, amelyet angol földön vívtak. A napóleoni háborúkban hírnevet szerzett Arthur Wellesley, Wellington hercege a somerseti Wellington városáról kapta nemesi címét; a város mellett ma egy 53 m magas obeliszkkel emlékeznek a hercegre.
Az ipari forradalom tönkretette a somerseti vidéki háziipart, de a mezőgazdaság továbbra is virágzott, amely elősegítésére 1777-ben létrehozták a Bathi és Nyugat-Angliai Társaságot. A társaság működésének ellenére egy 20 évvel későbbi felmérés szerint a mezőgazdasági módszerek továbbra is fejlesztésre szorultak. A megye északi részén, különösen Radstockban szenet bányásztak. A somerseti szénmező az 1920-as években érte el a kitermelési csúcsát, azóta azonban hanyatlott és 1973-ban az utolsó bányát is bezárták. Nyugatabbra a Brendon Hills vasércét termelték ki a 19. században; innen vasúton és hajóval szállították Wales vaskohóiba.
Az első világháborúban a somerseti könnyűgyalogos ezrednek közel 5 ezer fős vesztesége volt; a megye települései közül csak kilenc olyan volt, ahonnan senki sem veszett oda. A második világháborúban a megyében a normandiai partraszállás katonáit szállásolták el és gyakorlatoztatták. Néhány ekkor épített kórház még ma is használatban van. A megyében bunkerekből és betonakadályokból álló védvonalat is felállítottak egy esetleges német partraszállás kivédésére; maradványaik ma is láthatóak A mezőkön „csalivárosokat” emeltek, amelyek Bristol vasútjait, állomásait, elsötétített utcáit utánozták, hogy magukra vonják a német bombázók támadásait. Halvány vörös fényekkel imitálták a vasútállomás gőzmozdonyait és szalmabálákat és olajoshordókat gyújtottak meg, hogy az második és további bombázóhullámok azt gondolják, hogy az előttük járó német repülők is ide dobták bombaterhüket.

## Földrajza
Somerset területe 4171 km², amivel 7. a 48 angol ceremoniális megye között. Határai a középkor óta alig változtak. Északkeleten Gloucestershire-től az Avon-folyó választja el (kivétel a folyótól északra fekvő Bath városa és környéke). 1373-ban III. Edward király kinyilvánította, hogy "Bristol városa, minden külvárosával és környékével ezentúl elváljék Gloucester és Somerset grófságoktól... és maga is grófság legyen".
Somerset tájait jórészt geológiája határozza meg: északon a jurakori karsztos mészkő, középen a síkvidék agyagos üledéke, keleten és délen az oolitos mészkő, nyugaton pedig a devonkori homokkő.
A megye északkeleti részen húzódnak a Mendip Hills közepesen magas mészkődombjai. A dombság középső és nyugati részét (198 km²-t) 1972-ben kiemelkedő természeti szépségű területté nyilvánították. A tájat itt mészkedvelő gyepek határozzák meg, de mezőgazdasági művelés is folyik. Innen északra húzódik a Chew-folyó völgye. A Somerset Levels központi síkságától délnyugatra fekszik a Quantock Hills dombvidéke, amelyet 1956-ban elsőként nyilvánítottak kiemelkedő természeti szépségű területté. Az itteni növénytakaró hangásokból, tölgyerdőkből és telepített fenyvesekből áll. A somerseti szénmező egy nagyobb mező része, amely átnyúlik Gloucestershire-be.

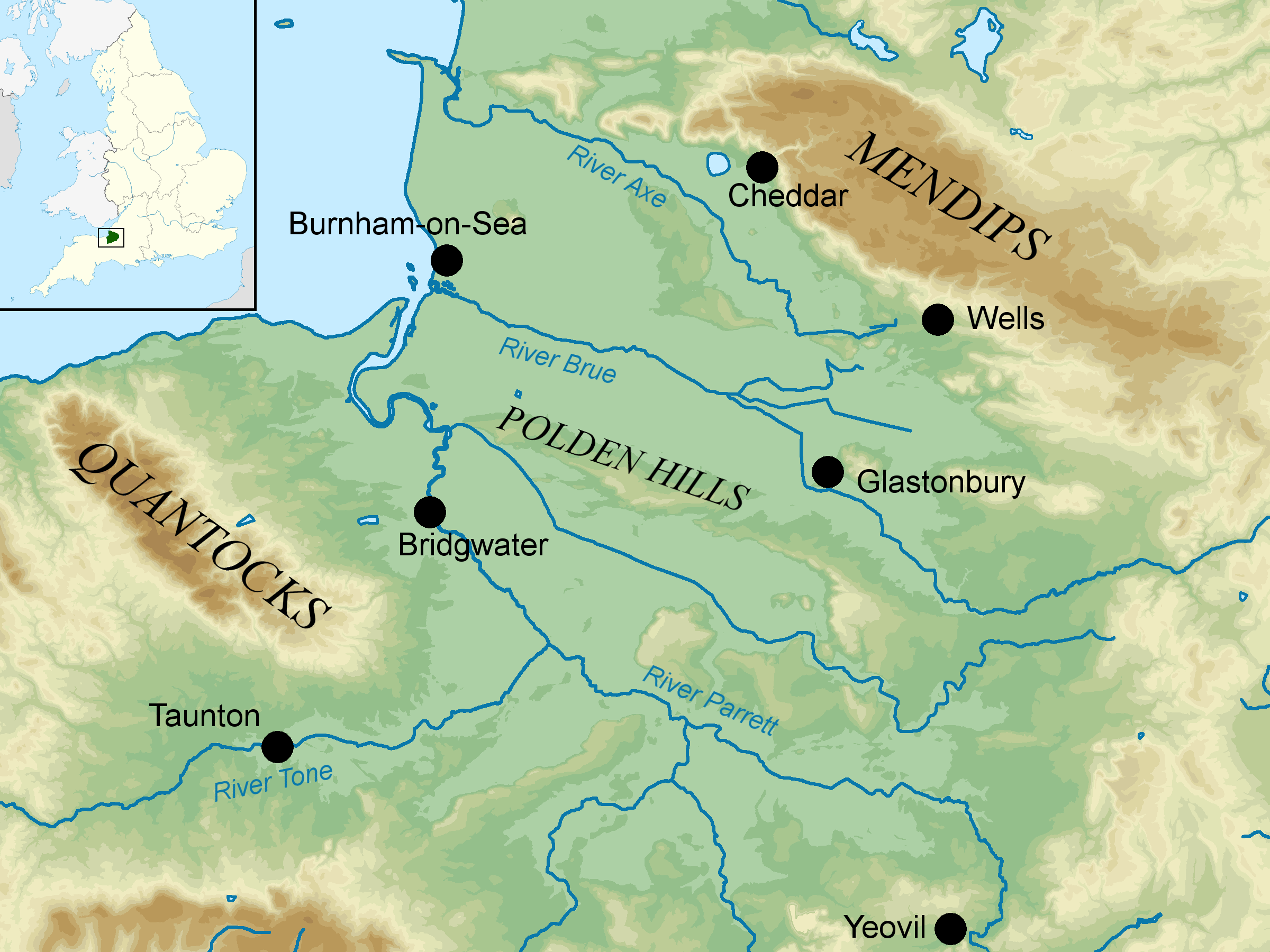
Somerset domborzata

A Mendipek karsztos mészkőtömbjében kiterjedt barlangrendszerek, földalatti folyók és szurdokok (Cheddar-szurdok vagy Ebbor-szurdok) találhatóak. A megye nagyobb folyói az Axe, Brue, Cary, Parrett, Sheppey, Tone és a Yeo. Szinte valamennyi észak-északnyugati irányban folyik és a dombságokra hulló csapadékot vezetik a (valamikor mocsaras) központi síkságon át a tengerbe. Északon a Chew az Avon mellékfolyója.
A megye közepén, a Mendipek és a Quantock Hills között terül el a ritkán lakott, helyenként tőzeglápos, vizes síkság, a Somerset Levels. A síkvidéket középen a Polden Hills északnyugat-délkelet irányú vonulata választja ketté. Ettől délre fekszik a Parrett folyó vízgyűjtője; északra pedig az Axe és Brue folyók viszik a tengerbe a csapadékot. A 650 km²-es Levels nagyjából megfelel Sedgemoor kerület területének A jellemző növénytakaró a füves rét (70%), 30%-a pedig szántóföld. A síkság alig emelkedik a tenger szintje fölé és mielőtt lecsapolták volna, télen jórészt félig sós víz alá került, nyáron pedig láp volt. A lecsapolást már a rómaiak megkezdték és utánuk többször újrakezdték az angolszászok vagy a glastonburyi apátság szerzetesei. A második világháború alatt ásták ki a Huntspill mesterséges folyót, amely csökkentette az árvízveszélyt. A víz szivattyúzása és az árvizek elleni védekezés a mai napig folytatódik.

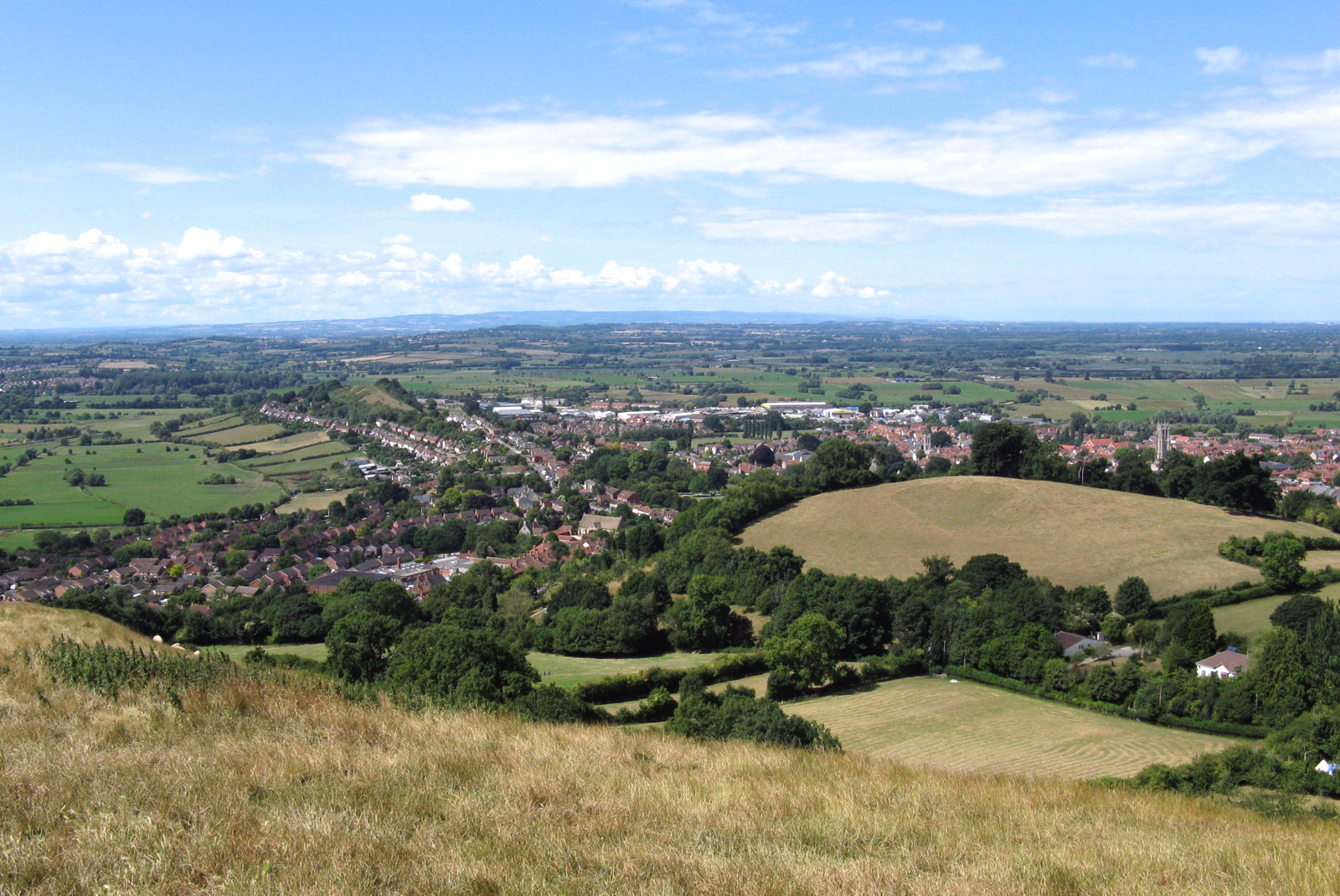
Glastonbury és körülötte a Somerset Levels

A Mendipektől északra terül el a North Somerset Levels medencéje Avonmouth körül, amelyet szintén lecsapolással tettek művelhetővé. A megye nyugati csücskében található Exmoor Devonba is átnyúló, homokkőből álló dombsága. A láprétekkel borított területet 1954-ben nyilvánították nemzeti parkká. Itt található Somerset legmagasabb pontja, az 519 méteres Dunkery Hill.

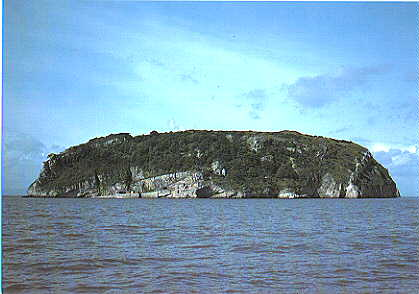
Steep Holm szigete

Somersetnek 64 km-nyi tengerpartja van a Bristoli-csatorna, illetve a Severn-torkolat mentén.
A Bristoli-csatornában a világon a második legnagyobb a dagály szintingadozása, tavasszal az apály és dagály között 12 méter is lehet a különbség. Már több javaslat is született a dagály energiájának hasznosítására. A csatornában fekvő Steep Holm szigete North Somerset egységes hatóságához tartozik, vagyis a ceremoniális megye része.
A nagyobb tengerparti városok nyugattól északkelet felé: Minehead, Watchet, Burnham-on-Sea, Weston-super-Mare, Clevedon és Portishead. A Mineheadtől az adminisztratív megye keleti végénél fekvő Brean Down hegyfokáig terjedő szakasz neve Bridgwateri-öböl, ami természetvédelmi terület. Innen északra a Westoni-öböl és a Sand-öböl található; utóbbi északi végén a Sand Point félsziget jelzi a Severn-torkolat határát. A somerseti tengerpart középső és északi része lapos, a szárazföldi síkságoknak megfelelően, míg nyugaton, az exmoori szakaszon sziklás és meredek.

### Települések
A 13. századig Ilchester volt a grófság közigazgatási központja, majd rövid ideig Somerton vette át a helyét, 1366 óta pedig Taunton látja el ezt a feladatot. A megyének két nagyvárosa (city) van: Bath és Wells, valamint 30 városa (town). A legnépesebb települések Bath, Weston-super-Mare, Taunton, Yeovil és Bridgwater. Sok település stratégiai vagy kereskedelmi szempontból fontos helyen létesült, például folyók átkelőjénél. Ilyen Axbridge az Axe folyón, Castle Cary a Cary folyón vagy Ilminster az Isle folyónál. A megye legdélebbi és egyben legmagasabban fekvő városa Chard.

### Éghajlat
Akárcsak Délnyugat-Anglia többi megyéjében, Somersetben a klíma mérsékelt és az ország többi részéhez viszonyítva nedvesebb és enyhébb. Az éves átlaghőmérséklet kb. 10 °C. Az évszakok közti hőmérsékletkülönbség a tenger közelsége miatt kisebb, mint az országban megszokott. A legmelegebb hónapok a július és az augusztus 21 °C-os nappali átlagos maximummal, míg télen az 1-2 °C-os nappali minimum a megszokott. A napfényes órák száma évente 1600, ami valamivel alacsonyabb a brit átlagnál. Yeoviltonban 1998 decemberében 20 napig egyfolytában felhők takarták a Napot. Az óceáni hatás miatt a legtöbb csapadék ősszel és télen esik. Az éves csapadékmennyiség 700 mm körül van. Télen 8–15 napon havazik. A domináns szélirány a délnyugati.
| Hónap                         | Jan. | Feb. | Már. | Ápr. | Máj. | Jún. | Júl. | Aug. | Szep. | Okt. | Nov. | Dec. | Év   |
| ----------------------------- | ---- | ---- | ---- | ---- | ---- | ---- | ---- | ---- | ----- | ---- | ---- | ---- | ---- |
| Átlagos max. hőmérséklet (°C) | 8,1  | 8,3  | 10,6 | 12,9 | 16,5 | 19,3 | 21,7 | 21,5 | 18,6  | 14,8 | 11,1 | 9,0  | 14,4 |
| Átlaghőmérséklet (°C)         | 4,8  | 4,8  | 6,7  | 8,3  | 11,7 | 14,5 | 16,8 | 16,6 | 14,1  | 10,9 | 7,4  | 5,7  | 10,2 |
| Átlagos min. hőmérséklet (°C) | 1,4  | 1,3  | 2,7  | 3,7  | 6,8  | 9,7  | 11,9 | 11,7 | 9,6   | 6,9  | 3,6  | 2,4  | 6,0  |
| Átl. csapadékmennyiség (mm)   | 72   | 56   | 57   | 47   | 49   | 57   | 49   | 57   | 65    | 68   | 66   | 83   | 725  |
| Havi napsütéses órák száma    | 50   | 69   | 108  | 155  | 193  | 186  | 206  | 198  | 140   | 101  | 70   | 47   | 1523 |
| Forrás:                       |      |      |      |      |      |      |      |      |       |      |      |      |      |

## Gazdasága

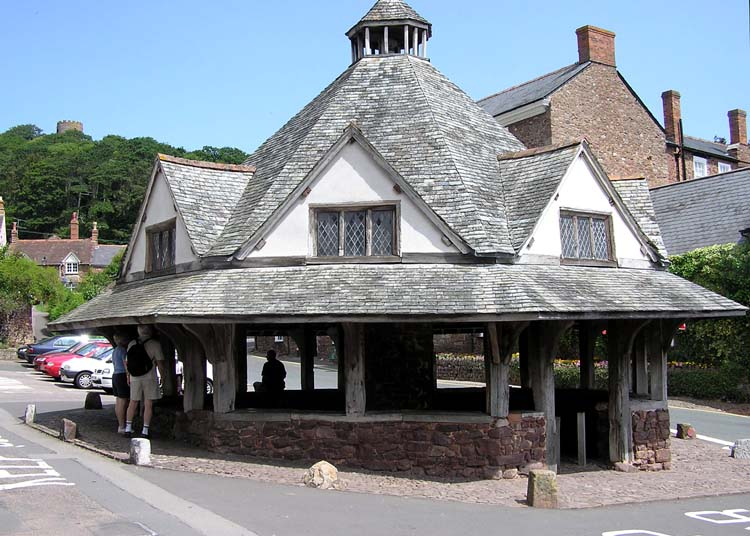
Az 1609-ben épült dunsteri Fonalpiac

Somersetben kevés a hagyományos ipari zóna, de a könnyűipar, a csúcstechnológiai cégek, mezőgazdaság és az egyre erősödő turisztikai ipar 2,5% körül tartja a munkanélküliséget Az állástalanok aránya kisebb, mint az országos átlag; a legnagyobb foglalkoztatók a kereskedelem, ipar, turizmus és az egészségügy, valamint szociális ellátás.
Az ipari forradalom idején a régió legfontosabb kikötője Bridgwater volt a Parrett mentén, de mára a folyón a hajók nem mehetnek fel a városig. A városban a 19-20. században főleg téglát és tetőfedő cserepet, később pedig celofánt gyártottak, de mára ezeknek az iparágaknak nyoma sem maradt. Ma elsősorban logisztikai központok vannak Bridgwaterben. Az AgustaWestlandnek helikoptergyártó üzeme van Yeovilben; itt a Normalair cég is készít csúcstechnológiájú oxigénellátó rendszereket repülőgépek részére. Somersetnek jelentős hadiipari potenciálja is van. A második világháború kezdetén Puritonnál épült az ország egyik fontos muníciógyártó üzeme, ami egészen 2008-ig működött. Ma Templecombe-ban a Thales Underwater Systems szonárokat gyárt, és Tauntonban működik az Egyesült Királyság Hidrográfiai Hivatala, amely katonai és civil célokra egyaránt biztosít navigációs térképeket. A védelmi minisztérium irodákat tart fenn Bathban, Norton Fitzwarrenben található a tengerészgyalogság egyik laktanyája, Yeoviltonban pedig a haditengerészetnek van egy repülőtere. Az utóbbi bázison 1675 katona és 2000 civil teljesít szolgálatot, itt képzik a haditengerészet pilótáit, műszaki személyzetét és légiforgalom-irányítóit.

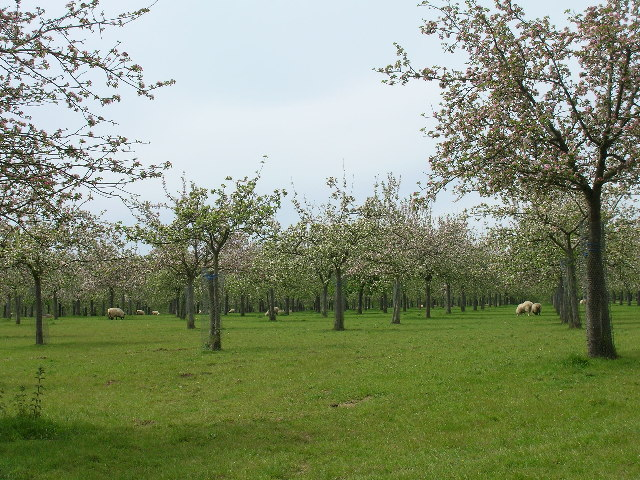
Somerseti almáskert. Az almát főleg almabor készítésére termesztik

A mezőgazdaság és élelmiszeripar továbbra is a megye gazdaságának egyik fontos ága, amely 15 ezer embernek ad munkát. Nagy hagyományai vannak az almatermesztésnek és almaborkészítésnek. Utóbbi főleg Tauntonban és Shepton Mallet-ben jelentős, a Blackthorn Cider és Thatchers Cider márkák az egész országban ismertek. Bridgwaterben található az amerikai Gerber Products Company gyümölcslégyártó üzeme, amely a legnagyobb egész Európában. A somerseti tejfeldolgozó is számos terméket gyártanak, közülük legismertebb a cheddar sajt, amely Cheddar faluról kapta a nevét.
A Somerset Levels mocsaraiban hagyományai voltak a fűzfavesszőfonásnak és kosárkészítésnek; néhányan még ma is űzik ezt a mesterséget. Vesszőkosarakat a Glastonbury mellett kiásott, i. e. 3. századi vaskori faluban is találtak és fűzfavesszőkkel erősítették meg a mocsáron átvezető töltéseket is. Még a 30-as években is 3600 hektáron termesztettek fűzfákat a kosárkészítéshez, de a műanyag edények elterjedésével a 20. század végére ez 140 hektárra csökkent.
A 20. század második felében több cipőgyártó üzem (C. & J. Clark, Dr. Martens)működött a megyében, azonban ezeket mára mind bezárták és a gyártást áthelyezték a Távol-Keletre.

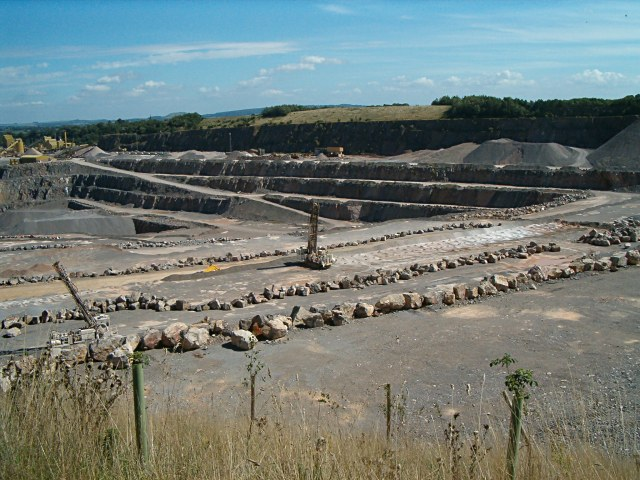
Somerseti kőbánya

Somersetben régóta bányásznak építkezéseknél használt követ. Helyben termelték ki a wellsi katedrális köveit és az angol építészet jól ismeri az oolitos bathi mészkövet. Utóbbi főleg a 18.-19. században volt divatos, manapság inkább csak burkolásra használják.
A turizmus a gazdaság egyik jelentős ága, amely 2001-ben 23 ezer embert foglalkoztatott. A látogatók főleg a tengerparti városokat, az Exmoor Nemzeti Parkot, a Nyugat-somerseti nosztalgiavonatot és a yeoviltoni repülőgépmúzeumot keresik fel. A legendák szerint Glastonburyban járt a fiatal Jézus és Arimathiai József és a közeli vaskori erődben, Cadbury Castle-ban volt Artúr király vára, Camelot. Glastonburyról nevezték el a közeli Piltonban évente megrendezett zenei fesztivált is. A Cheddar-szurdokban több barlangot is megnyitottak a látogatók számára.
A Bridgwater melletti Hinkley Pointnál eddig két atomerőművet építettek, a mára bezárt Hinkley Point A-t és a működő Hinkley Point B-t. A harmadik, 3200 megawattos erőmű megépítését 2014-ben engedélyezte az Európai Bizottság.

## Lakossága
| Somerset lakossága | Somerset lakossága              | Somerset lakossága | Somerset lakossága    | Somerset lakossága      | Somerset lakossága |
| 2001               | Somerset (adminisztratív megye) | Észak-Somerset     | Bath egységes hatóság | Délnyugat-angliai régió | Anglia             |
| ------------------ | ------------------------------- | ------------------ | --------------------- | ----------------------- | ------------------ |
| teljes népesség    | 498 093                         | 188 564            | 169 040               | 4 928 434               | 49138831           |
| külföldi születésű | 7,6%                            | 9,5%               | 11,2%                 | 9,4%                    | 9,2%               |
| európai            | 98,8%                           | 97,1%              | 97,3%                 | 97,7%                   | 91%                |
| ázsiai             | 0,3%                            | 1,7%               | 0,5%                  | 0,7%                    | 4,6%               |
| afrikai            | 0,2%                            | 0,9%               | 0,5%                  | 0,4%                    | 2,3%               |
| keresztény         | 76,7%                           | 75,0%              | 71,0%                 | 74,0%                   | 72%                |
| muszlim            | 0,2%                            | 0,2%               | 0,4%                  | 0,5%                    | 3,1%               |
| hindu              | 0,1%                            | 0,1%               | 0,2%                  | 0,2%                    | 1,1%               |
| vallás nélküli     | 14,9%                           | 16,6%              | 19,5%                 | 16,8%                   | 15%                |
| 75 év fölötti      | 9,6%                            | 9,9%               | 8,9%                  | 9,3%                    | 7,5%               |
| munkanélküli       | 2,5%                            | 2,1%               | 2,0%                  | 2,6%                    | 3,3%               |

A 2001-es népszámlálás adati szerint Somerset nem-nagyvárosi megyében 498 093 ember élt, Bath és Északkelet-Somerset egységes hatóság területén 169 040-en, Észak-Somersetben pedig 188 564-en, azaz a ceremoniális megye teljes lakossága 855 697 fő volt.
A népesség növekedése magasabb az országos átlagnál, az adminisztratív megye lakóinak száma 1991 óta 6,4%-kal, 1981 óta 17%-kal nőtt. A népsűrűség 1,4 fő hektáronként, ami alacsonyabb a délnyugat-angliai régió 2,07 fő/ha értékénél. A megyén belül a népsűrűség 0,5 (West Somerset) és 2,2 fő/ha (Taunton Deane) között változik. A gazdaságilag aktív lakosok aránya magasabb, a munkanélküliek százalékos aránya pedig alacsonyabb, mint a regionális vagy országos átlag.
A somersetiek döntő többsége (98,8%-a) fehérnek és britnek vallotta magát, 92,4% az Egyesült Királyságban született. A legnagyobb etnikai kisebbség a kínai. A megye lakosságának negyede Taunton, Bridgwater és Yeovil városokban koncentrálódik. A megye többi része nem urbanizált, ritkán lakott, vidéki jellegű. A lakosok számát az évi 9 millió turista ideiglenesen jelentősen megnövelheti.
| A lakosság változása 1801 óta |         |         |         |         |         |         |         |         |         |         |         |         |         |
| Év                            | 1801    | 1851    | 1901    | 1911    | 1921    | 1931    | 1941    | 1951    | 1961    | 1971    | 1981    | 1991    | 2001    |
| Nem-nagyvárosi megye          | 187 266 | 276 684 | 277 563 | 280 215 | 282 411 | 284 740 | 305 244 | 327 505 | 355 292 | 385 698 | 417 450 | 468 395 | 498 093 |
| Bath egys. hat.               | 57 188  | 96 992  | 107 637 | 113 732 | 113 351 | 112 972 | 123 185 | 134 346 | 144 950 | 156 421 | 154 083 | 164 737 | 169 045 |
| Észak-Somerset                | 16 670  | 33 774  | 60 066  | 68 410  | 75 276  | 82 833  | 91 967  | 102 119 | 119 509 | 139 924 | 160 353 | 179 865 | 188 556 |
| Összesen                      | 261 124 | 407 450 | 445 266 | 462 357 | 471 038 | 479 758 | 520 396 | 563 970 | 619 751 | 682 043 | 731 886 | 812 997 | 855 694 |

## Közigazgatás és politika
Somerset közigazgatása kétszintű, a megyei tanács alatt található az öt kerület. A ceremoniális megyéhez tartozik még a tanácstól független két önálló egységes hatóság.
1. South Somerset
2. Somerset West and Taunton
3. Sedgemoor
4. Mendip
5. Bath and North East Somerset
6. North Somerset

Somerset kerületei (az egységes hatóságok sárgával vannak jelölve)

A két egységes hatóság történelmileg Somersethez tartozott, majd az 1974-ben megalakított Avon megye kerületei voltak, amely azonban 1996-ban megszűnt és a két önállóságot kapott kerületet ceremoniális szempontból visszacsatolták a megyéhez. West Somerset Anglia legkisebb lakosságú tényleges kerülete.
A rendfenntartói feladatok az Avoni és Somerseti Rendőrségre hárulnak, amely a megyén kívül Bristolban és Dél-Gloucestershire-ben is szolgálatot teljesít. A nem-nagyvárosi Somerset és Devon tűzoltósága 2007-ben egyesült és közös irányítás alá került. Ezzel szemben Bath és Észak-Somerset Bristollal és Dél-Gloucestershire-rel közösen tart fent tűzoltó- és katasztrófaelhárító szolgálatot. Az orvosi mentőszolgálat délnyugat-angliai regionális irányítás alatt van.
Somerset az országos választások szempontjából kilenc választókörzetre oszlik. A 2017-es voksoláson Bath kivételével (amely körzetét a Liberális Demokraták vitték el) valamennyiben a konzervatívok nyertek

## Kultúra

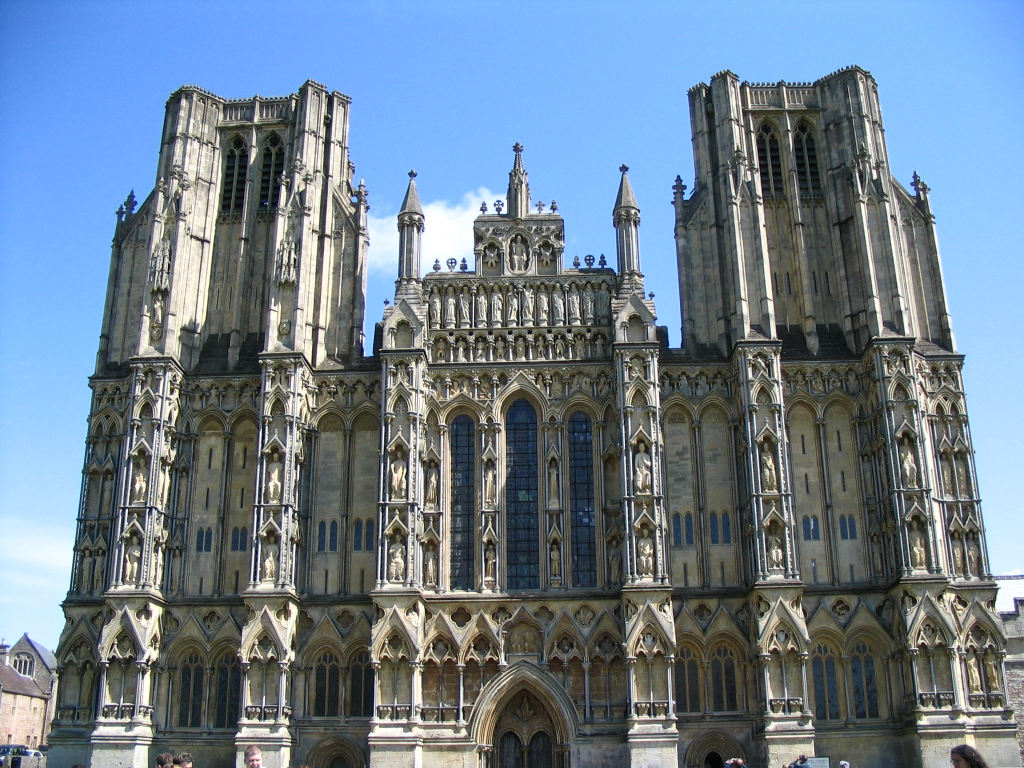
A wellsi katedrális nyugati homlokzata

Somersetben több író is alkotott. William Wordsworth és Samuel Coleridge hosszabb időt töltött itt, Evelyn Waugh pedig Combe Florey faluban élte utolsó éveit. John Cowper Powys 1885–1894 között Montacute faluban élt és két regénye (Wood and Stone (1915), A Glastonbury Romance (1932)) Somersetben játszódik.
A somerseti népdalokat Cecil Sharp gyűjtötte össze a 20. század elején és Gustav Holst feldolgozta őket Somerseti rapszódiá-jában. A Williton melletti Halsway Manor-ban nemzetközi folkzenei központ működik.
A Piltonban megrendezett Glastonbury fesztivál évente 170 ezer zenekedvelő látogatót vonz a világhírű fellépők koncertjeire.
A fesztiválból kinőtt és főleg környezeti és szociális problémákra koncentráló Zöldgyűlést (Green Gathering) a Mendipekben található Charterhouse-ban tartják nyaranta. Az egyéb megyei események közé tartozik a Bathi irodalmi fesztivál, Frome-i fesztivál vagy a kivilágított kocsik menetével tartott West Country Carnival.

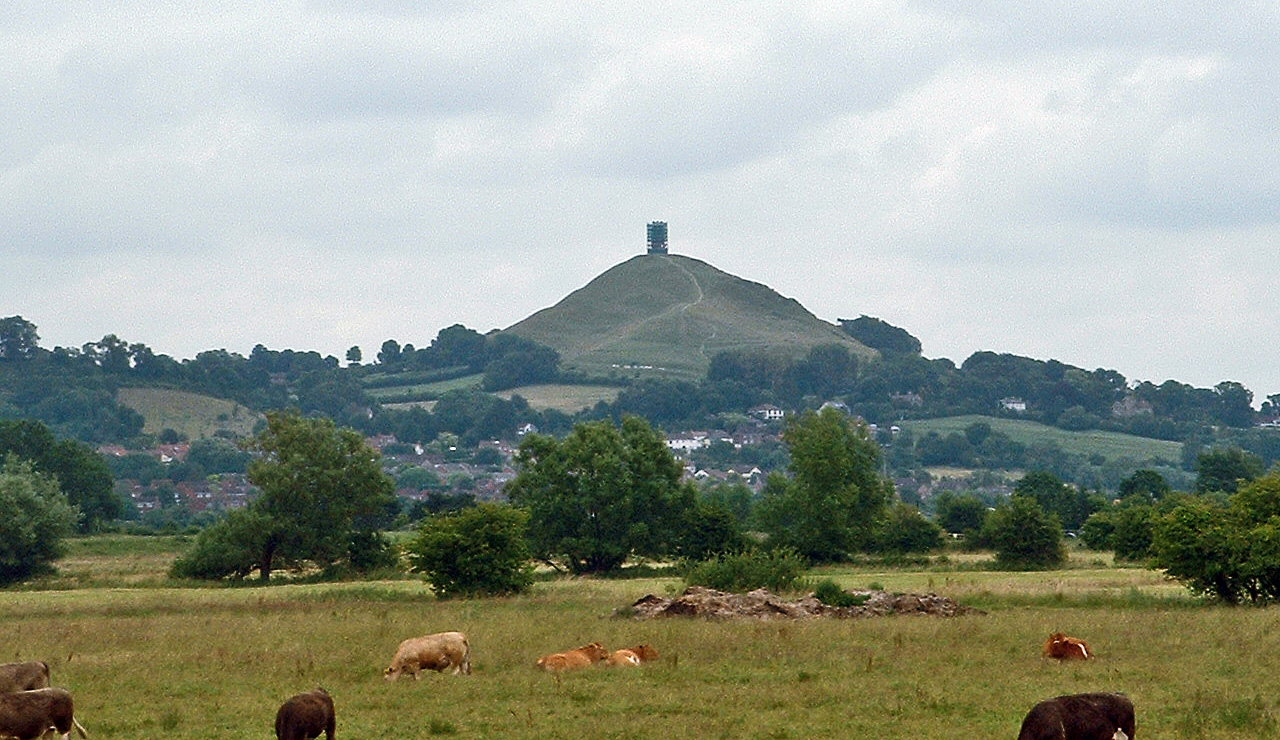
Glastonbury Tor

Miután a glastoburyi apátság szerzetesei állítólag megtalálták Artúr király és felesége csontjait, a közeli dombot, Glastonbury Tort Avalonnal azonosítják. Glastonbury már régóta (legalább i. sz. 700 óta) fontos vallási helyszín és állítólag itt van a világ legrégebbi föld fölötti keresztény temploma, amelyet a Szent Grált Britanniába hozó Arimathiai József és társai alapítottak i. sz. 63-ban. A középkorban az egyéb nagyobb kolostorok a Woodspring és a Muchelneyi apátságok voltak. Somerset ma a Bath és Wellsi anglikán egyházmegyéhez tartozik. A püspöki székhely ma a wellsi Szent András-katedrális (korábban a bathi apátsági templom volt). A katolikus egyházmegye központja Cliftonban található.

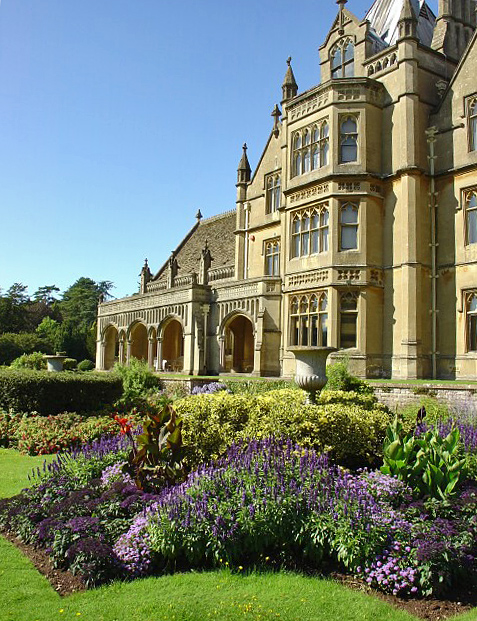
A Tyntesfield vidéki kastély

Bath jelentősebb múzeumai a Brit Amerikai Múzeum, a Bathi Épitészeti Múzeum, a Herschel Csillagászati Múzeum, a Jane Austen Központ és a római fürdők. A megye egyéb gyűjteményei és ipari múzeumai többek között: a Nunneyi vár, a yeoviltoni repülőgépmúzeum, a westoni helikoptermúzeum, az axbridge-i „János király vadászháza” kocsma, a bridgwateri Blake Múzeum, a Radstock Múzeum, a tauntoni Somerseti Múzeum, a glastonburyi Somerseti Vidéki Múzeum, a clavertoni és westonzoylandi szivattyúállomások és a dunsteri szélmalom.
Somersetnek 11 500 műemlék épülete, 192 védett területe, és 41 védett parkja van, olyanok mint az állam (pontosabban a National Trust) tulajdonában lévő Barrington Court, a Holnicote-birtok, Prior Park, Tintinhull Garden, Clevedon Court, Fyne Court, Montacute House, Tyntesfield és Anglia utolsó zsúpfedeles szélmalma Stembridge-ben. Több száz éves házak magántulajdonban is vannak, mint Halswell House vagy Marston House.
Megyei csapat csak 2003-ban került az angol labdarúgó ligába, amikor a Yeovil Town FC felkerült a harmadosztályba. A Bath Rugby rögbicsapat jóval sikeresebb a maga kategóriájában, megnyerte az Angol-Walesi Kupát, a Heineken-kupát és a European Challenge-kupát is. Tauntonban és Wincantonban lóversenypályák működnek.
Számos helyi újság jelenik meg a megyében, mint a The Weston & Somerset Mercury, Bath Chronicle, Chew Valley Gazette, Somerset County Gazette, Clevedon Mercury vagy a Mendip Times. A helyi elektornikus médiumok a BBC Somerset, Heart West Country és a The Breeze rádió- és az ITV Wales & West tévécsatornák.
A megye zászlaját egy pályázat révén fogadták el 2013-ban.

## Közlekedés

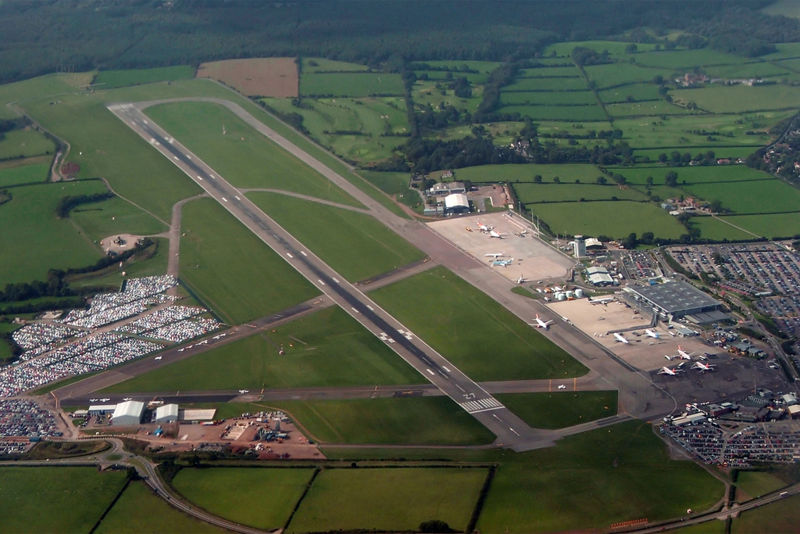
Az Észak-Somersetben fekvő Bristoli Repülőtér

Somersetnek 6531 km-nyi közútja van. A legfontosabb autóutak az M5 autópálya és az A303, A37, A38, A39, A358 és A361 főutak könnyű elérhetőségeket biztosítanak a legtöbb település számára, de vannak olyan területek is, amelyek csak keskeny mellékutak révén érhetőek el.
A legfontosabb vasútvonalak a Nyugat-angliai fővonal (West of England Main Line), illetve a Bristol-Exeter vonal, a Heart of Wessex-vonal és a Reading-Taunton vonal. Az alapvető vasúttársaság a Great Western Railway, de üzemeltet vonatokat a South Western Railway és a CrossCountry is.
A légi közlekedést az Észak-Somersetben fekvő Bristoli repülőtér szolgálja ki.
Weston-super-Mare, Clevedon, Portishead és Minehead kikötőiből egészen a 60-as évekig közlekedtek lapátkerekes gőzösök Barryba, Cardiffba vagy a Lundy-szigetre.

## Oktatás
Az állami iskolákat a megyei tanács, illetve a két egységes hatóság üzemelteti. A két- és háromszintű oktatás egymással párhuzamosan létezik. Egyes területeken a 4-11 éves gyerekek az általános iskola (infant vagy junior school) elvégzése után középiskolába mennek. A Cheddar-völgyben és Nyugat-Somersetben viszont háromszintű oktatás működik elemi, közép- és felsőiskolákkal Az adminisztratív megyében 30 állami és 17 független iskola üzemel; Bathban 13 állami és 5 független, míg Észak-Somersetben 10 állami és 2 független iskola áll a gyerekek rendelkezésére. Vannak közülük, amelyik több évszázados hagyománnyal rendelkezik, mint a 17. században alapított wellsi The Blue School vagy a 18. századi tauntoni Richard Huish College. A legtöbbjüket azonban a második világháború után alapították. Az állam két bentlakásos iskolát is fenntart, a koedukált Sexey's School-t és a Brymore Academy fiúiskolát.
A tehetős szülők részére fizetős magániskolák is rendelkezésre állnak, többségük a 11-18 év közötti korosztályt oktató középiskola. Ilyen Tauntonban a King's College és a Taunton School vagy Brutonban az 1519-ben alapított King's School.
2006-ban 5900 somerseti diák érettségizett, közülük 44,5% ért el közepes vagy annál jobb értékelést legalább öt tantárgyban (az országos adat 45,8% volt).
A felsőoktatást főiskolák (Weston College, Bridgwater College, Bath College, Frome Community College, Richard Huish College, Somerset College of Arts and Technology, Strode College és Yeovil College), valamint két egyetem, a Bathi Egyetem és a Bath Spa Egyetem biztosítja. A 15 ezer diákot oktató Bathi Egyetem 1966-ban nyerte el az egyetemi státuszt, bár eredetileg mint Bristoli Kereskedelmi Iskolát alapították 1856-ban. A Bath Spa Egyetemet eredetileg 1898-ban alapították Bathi Művészeti Akadémia néven, egyetemi jogait 2005-ben kapta meg. Diákjai száma 5500.

## Fordítás
- Ez a szócikk részben vagy egészben  a   Somerset című angol Wikipédia-szócikk ezen változatának fordításán alapul.  Az eredeti cikk szerkesztőit annak laptörténete sorolja fel. Ez a jelzés csupán a megfogalmazás eredetét és a szerzői jogokat jelzi, nem szolgál a cikkben szereplő információk forrásmegjelöléseként.